# Studio fotografico Vasari
Lo Studio fotografico Vasari rappresenta una delle più antiche dinastie italiane, ancora, operanti nel campo della fotografia.
I Vasari sono noti per la loro specializzazione nella fotografia di architettura civile, di architettura industriale e di opere d'arte, per aver documentato negli anni la trasformazioni di Roma nel ventennio e in tutto il dopoguerra.
Collezioni delle foto Vasari sono custodite presso
International Museum of Photography and Film at George Eastman House di Rochester (New York), il più antico museo del mondo dedicato alla fotografia, presso l'Istituto Nazionale per la Grafica di Roma, e al Centro studi e archivio della comunicazione (CSAC) dell'Università degli Studi di Parma.

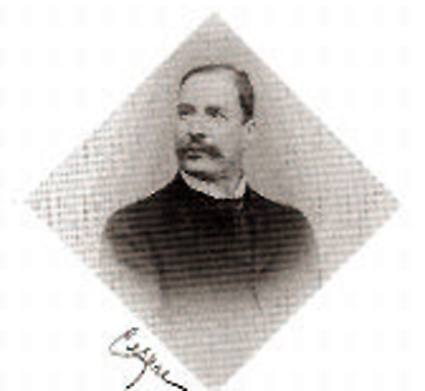
Cesare Vasari

## Storia

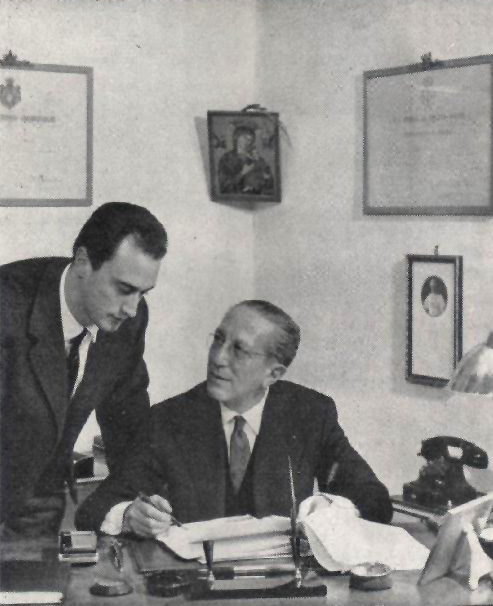
Tommaso e Giorgio Vasari

Il capostipite Cesare Vasari (Arezzo, 30 maggio 1846 - Roma, 31 maggio 1901) si trasferisce a Roma nel 1860 dove inizia la sua attività nel campo, lavorando inizialmente per fotografi professionisti. Diventa collaboratore della vedova di Tommaso Cuccioni, Isabella Bonafede; nel 1875 apre uno dei primi atelier per la produzione di fotografie d'arte ed architettura..
Dopo che Cesare si trasferisce a Firenze, l'atelier romano passa al nipote Alessandro (Roma, 1 luglio 1866 - 18 marzo 1929); il figlio di Alessandro, Tommaso (Roma, 21 marzo 1894 - 25 agosto 1971) documenta la vicenda artistica ed architettonica della Roma del Ventennio, diventando fornitore della Casa Reale, e completando la sua opera fotografica nella ricostruzione del dopoguerra.
All'inizio il laboratorio per lo sviluppo e stampa delle fotografie si trovava a via della Mercede successivamente trasferito a via Ludovisi e infine a via Condotti, dove venivano effettuate tutte le lavorazioni di trattamento dei negativi, la successiva stampa e spuntinatura finale
A Tommaso, che ebbe due figli Laura e Giorgio, succederà Giorgio, dottore in chimica (Roma, 11 settembre 1931 - Filettino, 3 luglio 2004). Con Giorgio l'attività si sviluppa nei settori d'arte, architettura e industria, tra cui la documentazione fotografica delle opere pubbliche per le Olimpiadi del 1960, le sedi delle maggiori aziende del "boom economico" italiano, oltre a edizioni che trattano le più importanti basiliche, chiese e gallerie romane d'arte e antiquariato.
Giorgio ebbe quattro figli: Alessandro (Roma, 25 febbraio 1957), Cecilia (Roma 16 dicembre 1958), Andrea (Roma, 3 giugno 1962) e Francesco (Roma, 9 giugno 1968 - Chefchaouen, 26 luglio 2022). I tre figli maschi hanno continuato l'attività dello studio, costituendo l'Archivio Fotografico Vasari e arricchendolo attraverso campagne fotografiche su commissione da parte di enti statali, musei, collezioni private e editori nazionali e internazionali.
Oggi l'attività fotografica è condotta da Alessandro Vasari.

## I Vasari e l'architettura
(Archivio Enrico Del Debbio)
La specializzazione nella fotografia di architettura inizia da subito con Cesare Vasari, ma saranno Tommaso e Giorgio a dare un forte impulso a questo genere di riprese prestando la loro opera per importanti architetti come Enrico Del Debbio, Pier Luigi Nervi, Luigi Walter Moretti e Giuseppe Vaccaro

## L'Archivio fotografico
L'archivio storico dei Vasari composto da 5.024 lastre (in vetro 21x27 cm. ed altre 13x18 cm.), è attualmente consultabile presso la Calcografia-Istituto Nazionale per la Grafica.

Dal 2023, 998 lastre in vetro di Alessandro Vasari (1866 - 1929), sono state catalogate e messe online per la visione pubblica. 
La produzione "conto terzi" dal 1910 ca. all'immediato dopoguerra, che consiste di 350.000 tra lastre e negativi in bianco e nero e a colori, è conservata presso il Centro studi e archivio della comunicazione (CSAC) dell'Università degli Studi di Parma.
Un'ultima porzione più eterogenea consiste nell'archivio privato dei Vasari (circa 90.000 tra pellicole di vari formati positive, negative bianco/nero e colore, e file digitali ad alta risoluzione), questo fondo, in continua espansione, comprende la produzione fotografica dei Vasari a oggi.

## Mostre sui fotografi Vasari
- Roma 1991: I Vasari: una dinastia di fotografi a Roma dal 1875 al 1991, 26 febbraio - 30 aprile[24], Biblioteca Vallicelliana dell'Oratorio dei Filippini[25][26][27]
- Parma 1994: Il gesso e la creta: studio Vasari Roma, l'atelier Ximenes , a cura di Paolo Barbaro, testi di Marzio Pieri, CSAC dell'Università di Parma.
- Milano 2010: Walk the Stones - un viaggio lungo il tempo e le strade di Roma, Spazio ILEX di Archivolto - Milano, 14 - 30 aprile[28]
- Stoccolma 16 ottobre - 6 novembre 2014:  Alle origini dell’Unione Europea. Architettura e arte italiana per il Palazzo della Farnesina, Istituto Italiano di Cultura[29]
- Berlino 12 novembre - 4 dicembre 2014:  Alle origini dell’Unione Europea. Architettura e arte italiana per il Palazzo della Farnesina, Ambasciata d'Italia
- Skopje 11 dicembre 2014 - 21 gennaio 2015:  Alle origini dell’Unione Europea. Architettura e arte italiana per il Palazzo della Farnesina, Galleria Nazionale Macedone "Chifte Hamam"

## Galleria d'immagini

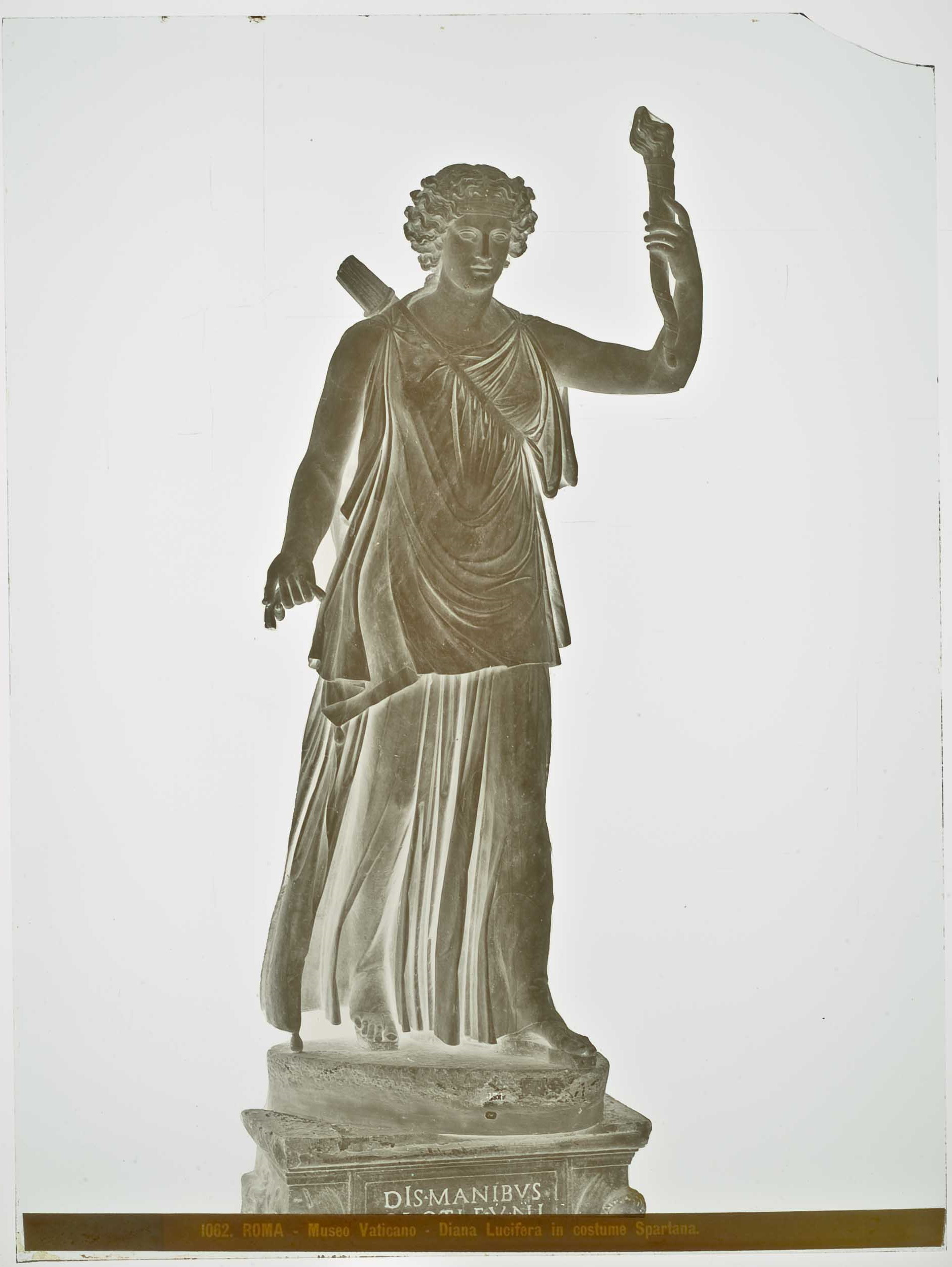
Negativa su lastra in vetro, raffigurante Diana Lancifera, Musei Vaticani
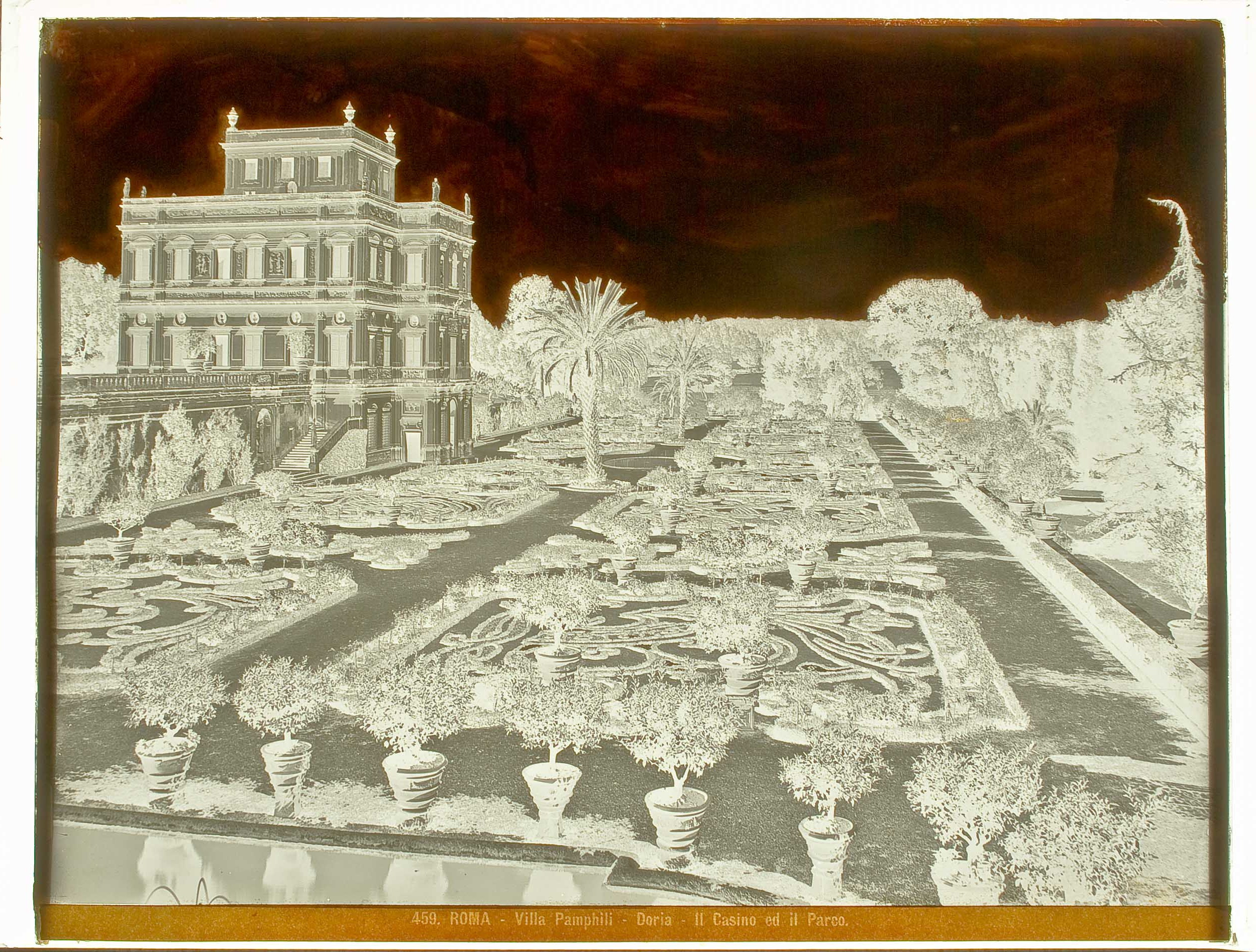
Negativa su lastra in vetro, veduta della Villa Algardi a villa Doria Pamphilj
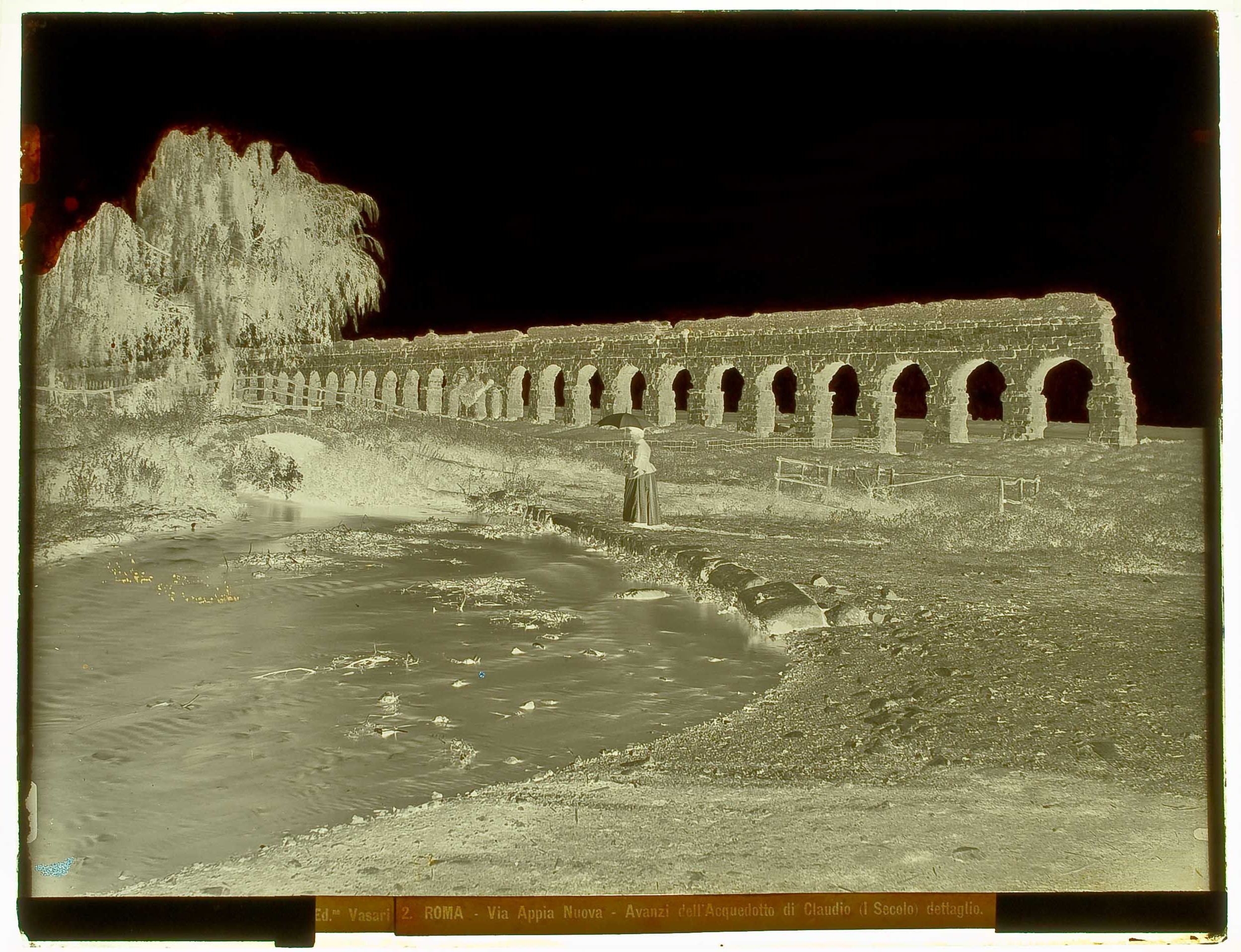
Negativa su lastra in vetro, veduta dell'Acquedotto di Claudio, Via Appia
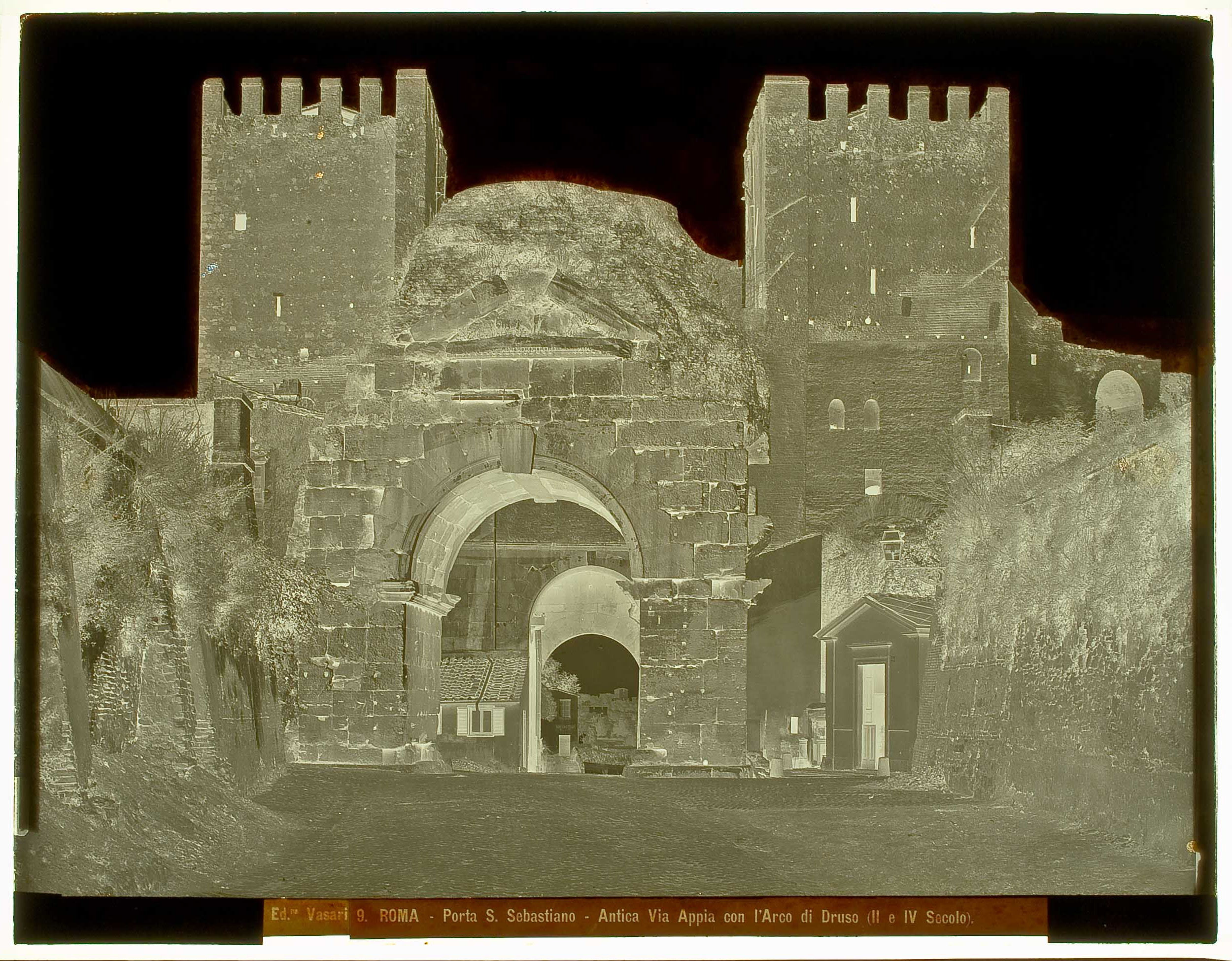
Negativa su lastra in vetro, veduta di Porta San Sebastiano con Arco di Druso, Via Appia
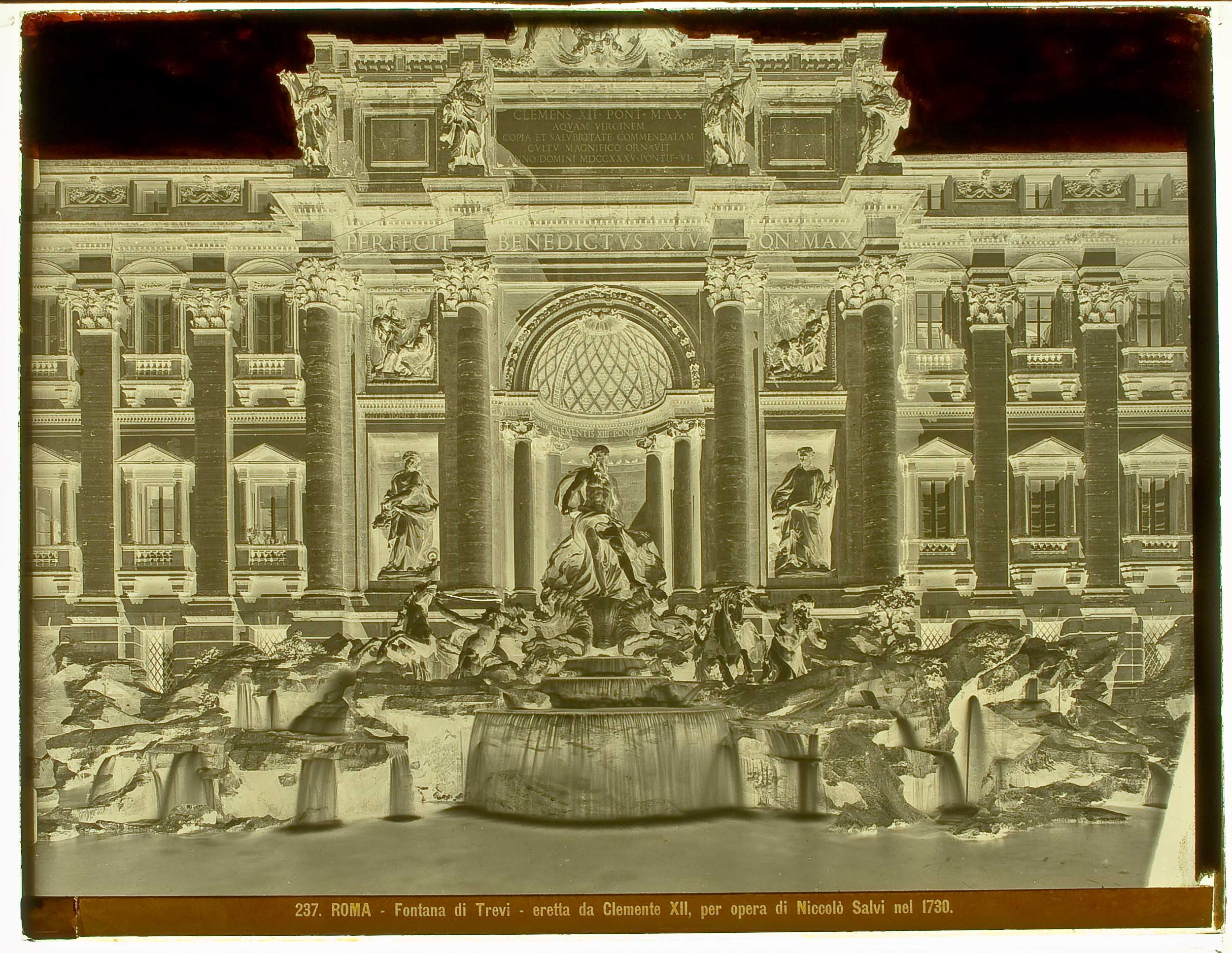
Negativa su lastra in vetro, veduta di Fontana di Trevi Opera di Niccolò Salvi 1730
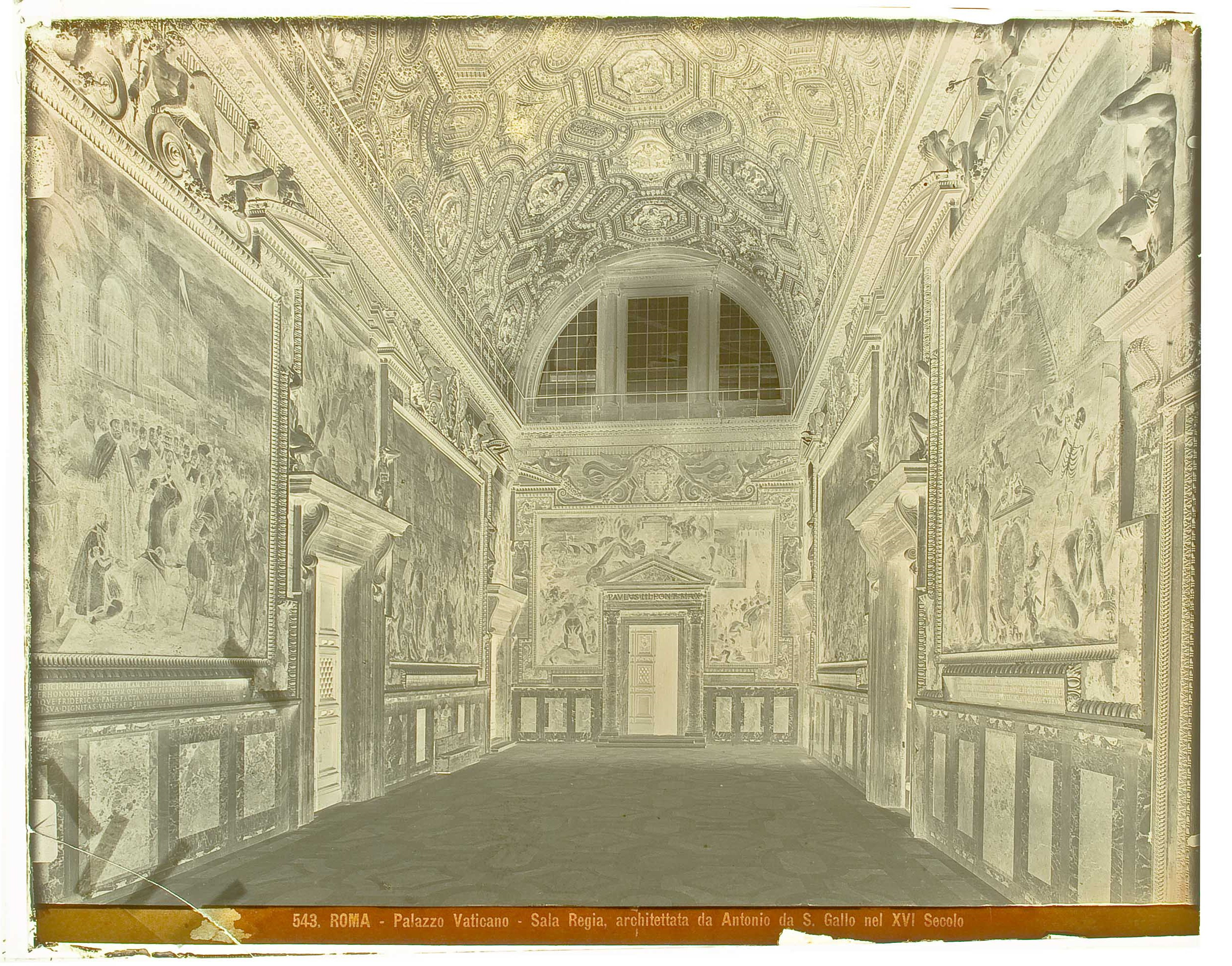
Negativa su lastra in vetro, veduta della Sala Regia, Palazzi Apostolici Vaticani
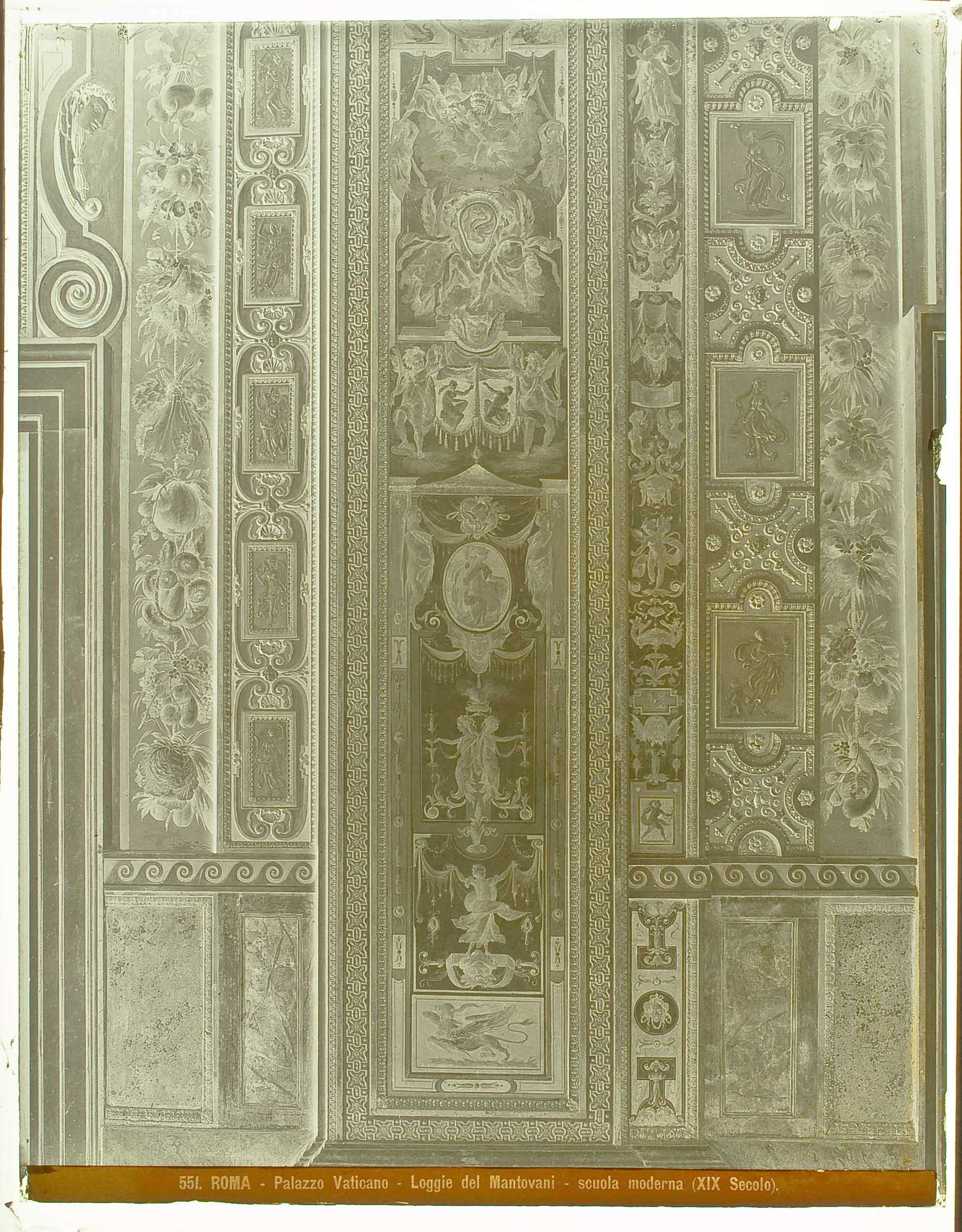
Negativa su lastra in vetro, veduta della Loggia del Mantovani, Palazzi Apostilici Vaticani
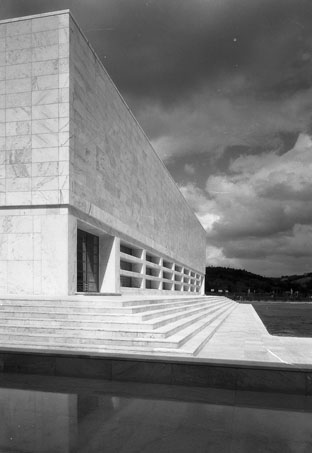
Vasari per arch. Moretti, Ingresso con scalinata dell' Accademia della Scherma, Foro Italico, Roma
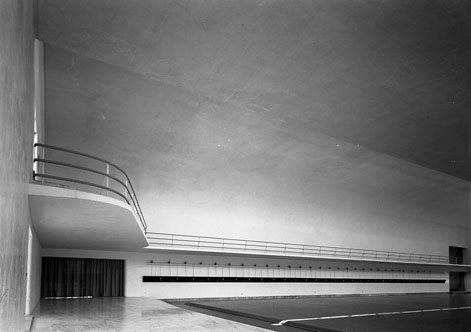
Vasari per arch. Moretti, Accademia della Scherma al Foro Italico, Roma
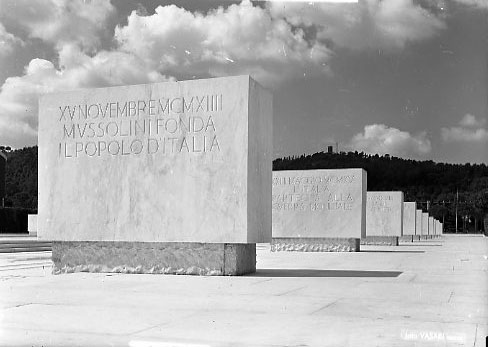
Vasari per arch. Moretti, Foro Mussolini, Roma
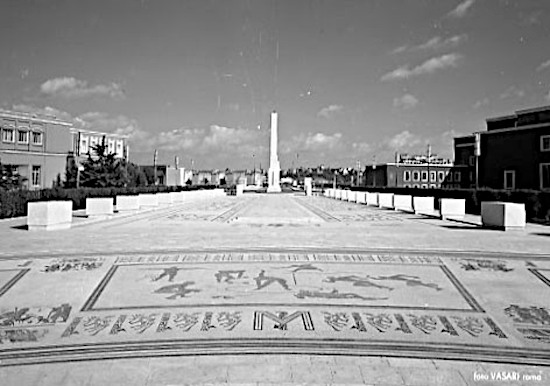
Vasari per arch. Moretti, Panorama del Foro Mussolini, Roma